# Qugong-Kultur
Die Qugong-Kultur bzw. Qoigung-Kultur (chin. 曲贡文化 Qugong wenhua) der nördlichen Vororte von Lhasa, Autonomes Gebiet Tibet, Volksrepublik China, ist eine nach der Qugong-Stätte in Qugong bzw. Chögong (tib. chos gong; chin. 曲贡遗址) bzw. den Qoigung-Ruinen (engl. Qoigung Ruins) oder „Lhasa Qugong“ benannte neolithische Kultur. Nach ihrer Entdeckung wurde die Geschichte Lhasas um 4.000 Jahre zurückdatiert.